# Strings
Pour les articles homonymes, voir Strings (homonymie).
strings est une commande Unix qui permet d'extraire sur la console les caractères affichables d'un fichier ou d'un flux.

## Exemple d'utilisation
```
$> strings a.out
/lib/ld-linux.so.2
__gmon_start__
libc.so.6
_IO_stdin_used
putchar
printf
sleep
__libc_start_main
GLIBC_2.0
```

Ici le fichier a.out est compilé, c'est un binaire. L'utilisation de la commande strings nous montre les caractères imprimables (du caractère 32 ascii, l'espace, au caractère 126, le tilde) que ce fichier comporte.